# Vincent van Gogh Informatiecentrum
Het Informatie-centrum Vincent van Gogh is een klein informatiecentrum over de Nederlandse kunstschilder Vincent van Gogh aan de Markt 4 in Etten-Leur.  Het informatie-centrum bevindt zich naast de Catharinakerk waar zijn vader destijds predikant was en toont een documentaire over de periode van Vincent van Gogh in Etten. Het centrum is de startlocatie voor een bezoek aan de kerk waarbinnen aandacht wordt besteed aan de bekende kunstschilder.

## Geschiedenis
Het informatiecentrum is gehuisvest in de voormalige kosterswoning van de kerk en werd gebouwd tussen 1821 en 1826. In de tijd van Van Gogh woonde er Johan Daniël Claas. Daarna Rein de Graaf, zoon van Alexander de Graaf koster en een model van Vincent. De pastorie aan Roosendaalseweg 4 waar de familie Van Gogh woonde is begin 20e eeuw afgebroken.
In 1965 werd het gebouw eigendom van de gemeente Etten-Leur. Eind 2005 werd het gebouw door de gemeente beschikbaar gesteld voor de Stichting Vincent van Gogh Etten-Leur. Het gratis toegankelijke centrum werd geopend op 30 maart 2007.